# Run with U
"Run With U" é o sétimo single do grupo ídolo pop japonês Fairies, que foi lançado em 19 de fevereiro de 2014. A canção foi usada no anime Jewelpet Happiness criado entre o Studio Comet, Sanrio e Sega Sammy Holdings, e também foi usada nos comerciais da Waseda Academy.

## História
A canção foi usada primeiramente no comercial da Waseda Academy em junho de 2013, com Ito Momoka e alguns jogadores de futebol. Mais detalhes sobre a música foram confirmados em 14 de dezembro de 2013 junto com a data de lançamento como o sétimo single oficial. A canção também foi usada na segunda abertura de Jewelpet Happiness e no encerramento de Lady Jewelpet. Minami Sasuga foi novamente a responsável pela coreografia da banda.

## Lista de faixas

### CD+DVD e Edições do CD
| CD  |                             |        |         |  |
| N.º | Título                      | Letras | Duração |  |
| 1.  | "Run With U"                |        |         |  |
| 2.  | "Silly Boy"                 |        |         |  |
| 3.  | "Wild Baby (CD)"            |        |         |  |
| 4.  | "Run With U (Instrumental)" |        |         |  |
| 5.  | "Silly Boy (Instrumental)"  |        |         |  |
| 6.  | "Wild Baby (Instrumental)"  |        |         |  |

| CD+DVD (Edição de DVD) |                           |         |  |
| N.º                    | Título                    | Duração |  |
| 1.                     | "Run With U (Videoclipe)" |         |  |

## Posições
| 2014                        | Posição |
| --------------------------- | ------- |
| Oricon Weekly Singles Chart | 8       |